# Andreas Vazaios
Andreas Vazaios (Grieks: Ανδρέας Βαζαίος) (Athene, 9 mei 1994) is een Griekse zwemmer. Hij vertegenwoordigde zijn vaderland op de Olympische Zomerspelen 2012 in Londen.

## Carrière
Bij zijn internationale debuut, op de Europese kampioenschappen kortebaanzwemmen 2011 in Szczecin, werd Vazaios uitgeschakeld in de series van zowel de 50 en de 200 meter vlinderslag als de 200 meter wisselslag. Op de 4x50 meter wisselslag strandde hij samen met Panagiotis Samilidis, Stefanos Dimitriadis en Kristian Golomeev in de series.
Op de Europese kampioenschappen zwemmen 2012 in Debrecen werd de Griek uitgeschakeld in de series van zowel de 200 meter vlinderslag als de 200 meter wisselslag. Tijdens de Olympische Zomerspelen van 2012 in Londen strandde Vazaios in de series van de 200 meter wisselslag. In Istanboel nam de Griek deel aan de wereldkampioenschappen kortebaanzwemmen 2012. Op dit toernooi kwam hij in actie op de 100 en 200 meter vlinderslag en op de 100 en 200 meter wisselslag, op alle vier de afstanden werd hij uitgeschakeld in de series.
Op de Europese kampioenschappen zwemmen 2014 in Berlijn strandde Vazaios in de halve finales van de 200 meter wisselslag, op de 50 en 100 meter vlinderslag en de 400 meter wisselslag werd hij uitgeschakeld in de series. Samen met Ioannis Karpouzlis, Stefanos Dimitriadis en Christos Katrantzis strandde hij in de series van de 4x100 meter wisselslag. In Doha nam de Griek deel aan de wereldkampioenschappen kortebaanzwemmen 2014. Op dit toernooi werd hij uitgeschakeld in de halve finales van de 100 meter wisselslag, op de 100 en 200 meter vlinderslag en de 200 meter wisselslag strandde hij in de series.
Tijdens de wereldkampioenschappen zwemmen 2015 in Kazan werd Vazaios uitgeschakeld in de halve finales van de 200 meter wisselslag en in de series van de 100 meter vlinderslag. Op de 4x100 meter vrije slag strandde hij samen met Odyssefs Meladinis, Kristian Gkolomeev en Christos Katrantzis in de series. Samen met Apostolos Christou, Panagiotis Samilidis en Kristian Gkolomeev werd hij uitgeschakeld in de series van de 4x100 meter wisselslag. Op de Europese kampioenschappen kortebaanzwemmen 2015 in Netanja veroverde de Griek de bronzen medaille op de 100 meter wisselslag, daarnaast eindigde hij als vijfde op de 200 meter wisselslag en als zevende op de 100 meter vlinderslag.
In Londen nam Vazaios deel aan de Europese kampioenschappen zwemmen 2016. Op dit toernooi werd hij Europees kampioen op de 200 meter wisselslag, daarnaast strandde hij in de halve finales van de 100 meter vlinderslag en in de series van de 50 meter vlinderslag. Op de 4x100 meter wisselslag eindigde hij samen met Apostolos Christou, Panagiotis Samilidis en Kristian Golomeev op de vierde plaats.

## Internationale toernooien
| Jaar | Olympische Spelen   | WK langebaan                                                                         | WK kortebaan                                                                      | EK langebaan                                                                        | EK kortebaan                                                                      |
| ---- | ------------------- | ------------------------------------------------------------------------------------ | --------------------------------------------------------------------------------- | ----------------------------------------------------------------------------------- | --------------------------------------------------------------------------------- |
| 2011 |                     | geen deelname                                                                        |                                                                                   |                                                                                     | 31e 50m vlinderslag 26e 200m vlinderslag 20e 200m wisselslag 18e 4x50m wisselslag |
| 2012 | 26e 200m wisselslag |                                                                                      | 25e 100m vlinderslag 19e 200m vlinderslag 22e 100m wisselslag 15e 200m wisselslag | serie 200m vlinderslag 22e 200m wisselslag                                          | geen deelname                                                                     |
| 2013 |                     | geen deelname                                                                        |                                                                                   |                                                                                     | geen deelname                                                                     |
| 2014 |                     |                                                                                      | 19e 100m vlinderslag 20e 200m vlinderslag 11e 100m wisselslag 14e 200m wisselslag | 43e 50m vlinderslag 25e 100m vlinderslag 10e 200m wisselslag 19e 400m wisselslag    |                                                                                   |
| 2015 |                     | 27e 100m vlinderslag 13e 200m wisselslag 14e 4x100m vrije slag 14e 4x100m wisselslag |                                                                                   |                                                                                     | 7e 100m vlinderslag · 100m wisselslag · 5e 200m wisselslag                        |
| 2016 | 5-21 augustus       |                                                                                      | 6-11 december                                                                     | 21e 50m vlinderslag · 11e 100m vlinderslag · 200m wisselslag · 4e 4x100m wisselslag |                                                                                   |

## Persoonlijke records
Bijgewerkt tot en met 20 mei 2016
Kortebaan
| Afstand          | Tijd    | Datum           | Plaats  |
| ---------------- | ------- | --------------- | ------- |
| 100m vlinderslag | 50,72   | 3 december 2015 | Netanja |
| 200m vlinderslag | 1.54,58 | 7 december 2014 | Doha    |
| 100m wisselslag  | 52,67   | 6 december 2015 | Netanja |
| 200m wisselslag  | 1.54,37 | 4 december 2015 | Netanja |

Langebaan
| Afstand          | Tijd    | Datum            | Plaats |
| ---------------- | ------- | ---------------- | ------ |
| 100m vlinderslag | 52,76   | 20 mei 2016      | Londen |
| 200m vlinderslag | 1.59,27 | 21 augustus 2011 | Lima   |
| 200m wisselslag  | 1.58,18 | 18 mei 2016      | Londen |